# Свиненоси змии
Свиненосите змии (Heterodon) са род влечуги от семейство Смокообразни (Colubridae).
Таксонът е описан за пръв път от френския зоолог Пиер-Андре Латрей през 1801 година.

## Видове
- Heterodon defilippi
- Heterodon dorbignyi
- Heterodon gloydi
- Heterodon histricus
- Heterodon kennerlyi
- Heterodon nasicus – Западна свиненоса змия
- Heterodon nattereri
- Heterodon platirhinos – Широконоса източна змия
- Heterodon pulcher
- Heterodon rhinostoma
- Heterodon semicinctus
- Heterodon simus